# Заповедный (Тверская область)
Запове́дный — посёлок в Нелидовском районе Тверской области. Входит в состав Высокинского сельского поселения.

## География
Находится в 29 километрах к северо-востоку от районного центра Нелидово, рядом с деревней Большое Фёдоровское.
В посёлке — управление и центральная усадьба Центрально-Лесного государственного заповедника.

## История
В 1996 году — 24 хозяйства, 52 жителя.

## Население
| 2002 | 2010 |
| ---- | ---- |
| 63   | ↘39  |